# Città di Onkaparinga
La città di Onkaparinga è una Local Government Area che si trova in Australia Meridionale. Essa si estende su una superficie di 518,4 chilometri quadrati e ha una popolazione di 160.404 abitanti. La sede del consiglio si trova a Noarlunga Centre, un sobborgo puramente commerciale di Adelaide senza alcun edificio di tipo residenziale. Un altro sobborgo di Onkaparinga è Seaford.